# St. Martin (Brötzingen)

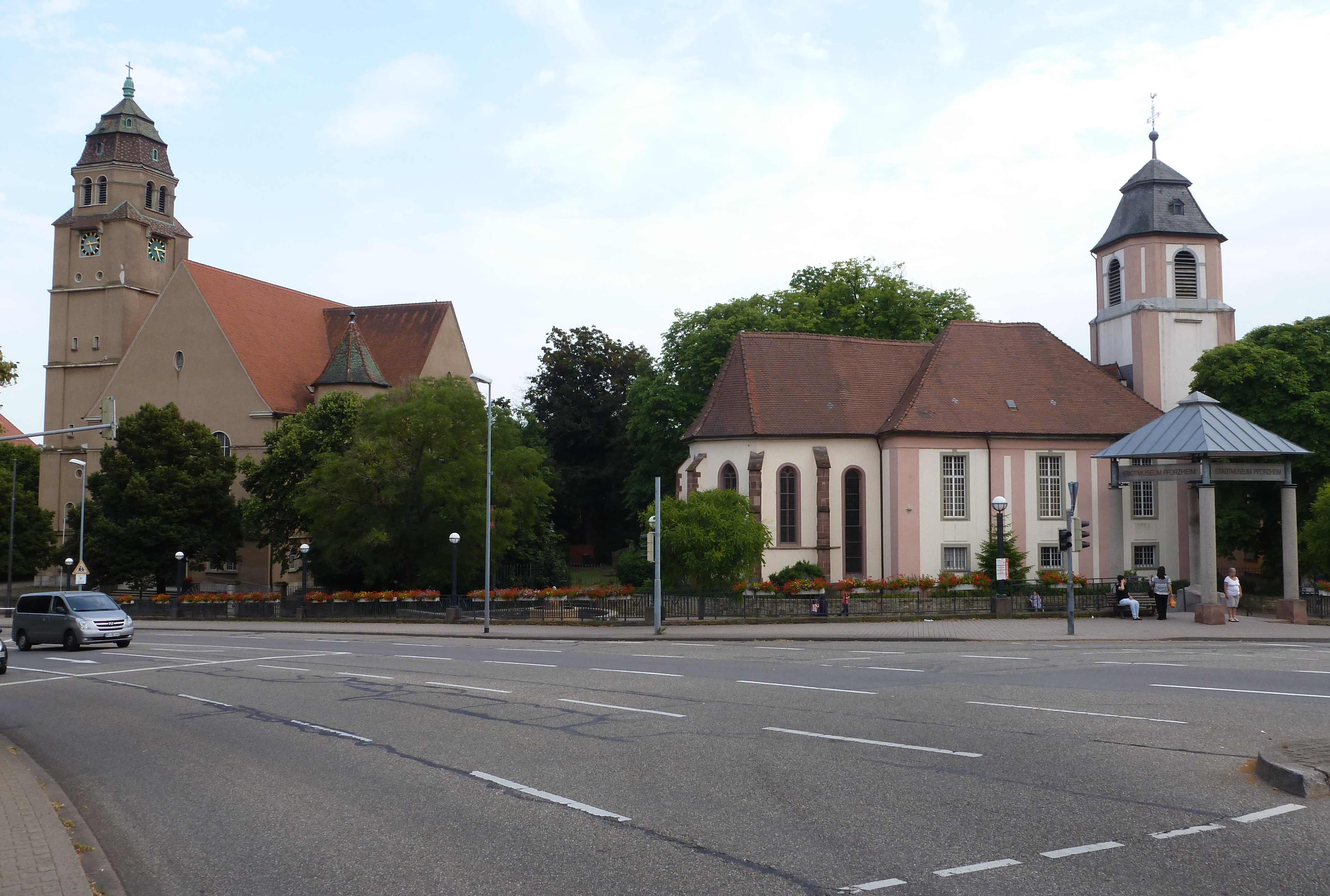
Christuskirche (links) und Martinskirche (rechts) in Brötzingen

Die Kirche St. Martin in Brötzingen, einem Stadtteil von Pforzheim in Baden-Württemberg, ist die ursprüngliche Kirche des Ortes. Neben ihr wurde 1911/12 die Christuskirche erbaut. Die alte Martinskirche wurde 1938 profaniert und ist heute Teil des Pforzheimer Stadtmuseums.

## Geschichte
Die Kirche geht auf eine dreischiffige flachgedeckte Basilika des 13. Jahrhunderts zurück, die unter den Herren von Weißenstein erbaut wurde. An der Wende zum 16. Jahrhundert wurden Sakristei und Chor ergänzt. 1580 werden „Kästen“ und „Gaden“ um die Kirche erwähnt, so dass sie einst wohl einen wehrhaften Charakter als Rückzugsort für die Bevölkerung in Kriegszeiten hatte. Die Gaden wurden 1633 noch mit einem Kirchgadenzins besteuert, waren 1702 aber verfallen.
Überhaupt wurde die Kirche im 17. Jahrhundert durch den Dreißigjährigen Krieg und den Pfälzischen Erbfolgekrieg schwer in Mitleidenschaft gezogen. Eine nachfolgende grundlegende Renovierung ist unterblieben, stattdessen wurden im 18. Jahrhundert immer nur Teile der Kirche erneuert: 1712 wurde für ein neues Geläut gesammelt, 1722 erhielt die Kirche eine neue Orgel, 1723 eine neue Glocke. Trotzdem verfiel die Kirche immer weiter, in den Archivalien haben sich zahlreiche Klagen über den Zustand und Berichte über notdürftige Reparaturen erhalten. 1727 war ein Teil der Bänke verfault, 1731 waren die Fenster so schadhaft, so dass Schnee selbst auf die Orgel gelangen konnte. 1765 wurde der Gottesdienst in der Kirche eingestellt, weil das Gebäude endgültig zu schadhaft war und der Turm einzustürzen drohte. Der Gottesdienst für die Brötzinger fand darauf in der Schlosskirche St. Michael in Pforzheim statt, die Büchenbronner mussten den Gottesdienst in Engelsbrand oder Birkenfeld besuchen.
Der schadhafte Turm wurde 1766 abgerissen und auf seinen Fundamenten ein neuer Turm erstellt. Von 1767 bis 1774 erfolgte eine Erneuerung des Langhauses. Die Neubauten wurden nach Plänen von Wilhelm Jeremias Müller ausgeführt. 1783/84 folgte ein neues Pfarrhaus. 1804 kam eine neue Orgel.
Die erneuerte Kirche genügte jedoch gerade für etwas mehr als 100 Jahre, da man schon 1894 wieder Pläne für ihren Abriss und einen Neubau zu schmieden begann. Als ihr Ersatz wurde 1909 von Kirchenbaurat Heinrich Henz ein Neubau auf dem umliegenden Kirchhof geplant. Auf dem Kirchhof war bis ins 19. Jahrhundert das ursprüngliche Begräbnis der Brötzinger gewesen. 1865 war der Friedhof aufgegeben und durch den Friedhof in den Maihälden ersetzt worden. Auf der alten Friedhofsfläche wurde 1911/12 die Christuskirche errichtet. Gleichzeitig entstand auch ein neues Pfarrhaus.
Die alte Kirche St. Martin wurde dennoch nicht abgerissen. Stattdessen wurde sie noch bis 1938 von der lutherischen Gemeinde genutzt. Anschließend wurde sie profaniert und 1974 in das Pforzheimer Heimatmuseum einbezogen.

## Beschreibung
Die ältesten Teile der Kirche sind der spätgotische Chor und die Sakristei aus der Zeit um 1500. Der Chorbogen weist Reste von Malerei mit der Darstellung eines Weltgerichts auf, in der Sakristei ist eine Wandmalerei mit den vier Evangelisten. Die Malereien stammen vermutlich aus der Bauzeit um 1500 und sind wohl bereits zur Zeit der Reformation um 1550 übertüncht worden. Freigelegt wurden die Fresken erst 1966 durch Restaurator Schulz-Graefe aus Schwetzingen.
Im Chor ist das Epitaph für Bernhard Meßner von 1493 erhalten, der wahrscheinlich Priester war. Außerdem befand sich in der Kirche bis 1753 ein Zigeunergrabmal von 1551, mit dem Bildnis eines Mannes, der ein Kind führt. Seine Inschrift lautete: Anno domini 1551 den 25. April starb der wolgeboren Herr Antoni, Freygraff aus Klein Egypten des Sel Got gnädig und barmherzig sey. Das Grabmal ähnelt einem weiteren Zigeunergrabmal von 1448 in der Schlosskirche.
In der Kirchmauer waren bis 1818 drei römische Viergöttersteine vermauert. Diese Steine befinden sich heute in den Landessammlungen in Karlsruhe.